# Episodi di I'm Dying Up Here - Chi è di scena? (seconda stagione)
La seconda e ultima stagione della serie televisiva I'm Dying Up Here - Chi è di scena? (I'm Dying Up Here) è stata trasmessa dal canale statunitense via cavo Showtime dal 6 maggio all'8 luglio 2018.
In Italia, l'intera stagione è stata resa disponibile il 3 agosto 2018 su Sky Box Sets.
| nº | Titolo originale              | Prima TV USA   | Pubblicazione Italia |
| -- | ----------------------------- | -------------- | -------------------- |
| 1  | Gone with the Wind            | 6 maggio 2018  | 3 agosto 2018        |
| 2  | Plus One                      | 13 maggio 2018 | 3 agosto 2018        |
| 3  | Bete Noir                     | 20 maggio 2018 | 3 agosto 2018        |
| 4  | The Mattresses                | 27 maggio 2018 | 3 agosto 2018        |
| 5  | Heroes and Villains           | 3 giugno 2018  | 3 agosto 2018        |
| 6  | Between Us                    | 10 giugno 2018 | 3 agosto 2018        |
| 7  | Call Me a Ham                 | 17 giugno 2018 | 3 agosto 2018        |
| 8  | Now You See Me, Now You Don't | 24 giugno 2018 | 3 agosto 2018        |
| 9  | Deathbed Confessions          | 1º luglio 2018 | 3 agosto 2018        |
| 10 | Lines Crossed                 | 8 luglio 2018  | 3 agosto 2018        |